# Правец 4+
Правец 4+ е първият смартфон в България.
Мобилният телефон е пуснат на пазара от възродената българска компания „Правец“. Моделът се проектира и асемблира в град София. Екипът, който разработва смартфона, е съставен от 7 души, начело със собственика на фирмата Бойко Вучев. Операционната система е „Андроид“ 4.4 KitKat. Електронните компоненти за телефона се доставят от Тайван. Устройството с дебелина 7,2 мм, с батерия с капацитет 1750 mAh, диагонал на дисплея 11,938 cm, LED светкавица, тежина 100 g, е снабдено с микропроцесорна система Qualcomm MSM8212; Quad Cores 1.2GHz; RAM 1GB.